# Renafan

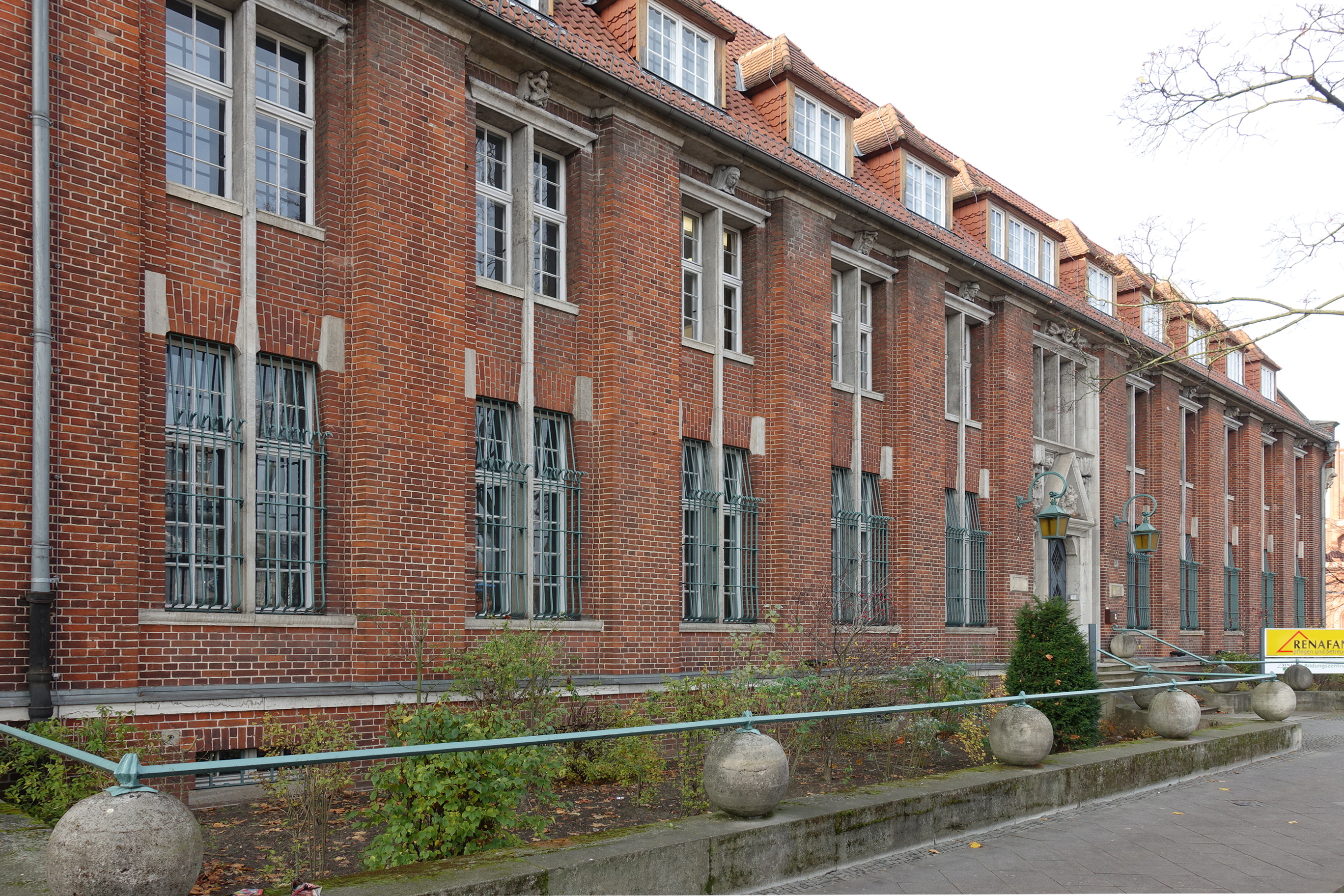
Ehemalige Lohnbüros der Borsigwerke, heute Stammsitz von Renafan

Die Renafan Group (Eigenschreibweise: RENAFAN) ist ein deutsches Unternehmen in den Bereichen Seniorenbetreuung, ambulante Intensivpflege, Assistenz und Service für Menschen mit Behinderung und Beförderungsdienste, das vor allem in Deutschland aber auch in Österreich und China tätig ist. Der Firmensitz ist in den ehemaligen Lohnbüros und Kasinos der Borsig-Werke in Berlin-Tegel untergebracht.

## Geschichte
Gegründet wurde Renafan 1995 von Shaodong Fan und Renate Günther in Berlin-Tegel. Günther arbeitete als Pflegedienstleitung in einer ambulanten Pflegestation in Berlin-Wilmersdorf und lernte dort den Diplom-Physiker Fan kennen. Aus den Namen der beiden Gründer entstand der Firmenname Rena-Fan.
Das Unternehmen hatte 2023 über 80 Standorte. Zu den aktuellen Standorten gehören unter anderem Einrichtungen in Berlin, Brandenburg a. d. Havel, Bremen, Frankfurt a. M., Hamburg, Hannover, Oberbayern, Magdeburg, München, Rostock, Stralsund, Schleswig-Holstein, Ulm. Im September 2016 wurde Renafan erstmals auch außerhalb Deutschlands tätig und übernahm die in Pirka bei Graz ansässige „Pflege-mit-Herz“-Gruppe, die in der Steiermark sieben Pflegeheime betreibt. Die Gruppe stellt 450 Plätze für die Pflege und Betreuung von Senioren und Menschen mit Behinderung zur Verfügung. An ihren Standorten zwischen Peggau und Wettmannstätten beschäftigt „Pflege mit Herz“ rund 430 Mitarbeiter.
Im Heimatland des Firmengründers Fan wird ebenfalls investiert, aktuell in Yantai. Chinesische Fachkräfte sollen in China ausgebildet und für den deutschen Markt angeworben werden.
Die Renafan Group beschäftigt derzeit fast 5.000 Mitarbeiter und versorgt rund 9.000 Kunden. Von 2015 bis 2022 steigerte man den Umsatz von etwa 90 auf rund 190 Millionen Euro. 2010 waren es 52 Mio. Euro. Seit 2017 gibt es am Stammsitz in Berlin-Tegel auch eine Pflegeschule, um selbst Personal zu generieren. Die Renafan Akademie ist seit 2002 zuständig für die Fortbildung der eigenen Mitarbeiter, richtet sich mittlerweile aber auch an Mitarbeiter anderer Pflegeanbieter.

## Auszeichnungen
- 2023 Großer Preis des Mittelstandes von der Oskar-Patzelt-Stiftung[11]

## Geschäftsfelder
- Ausbildungs-Akademie
- Ambulante Pflege
- Assistenz und Beförderungsdienst
- ServiceWohnen
- Intensivpflege
- Pflegehilfsmittel
- Teil- und vollstationäre Pflege

## Tochterunternehmen
- Exlendo GmbH
- gGIS mbH
- GoCareJobs GmbH
- Renafan Intensivpflegedienst Lebens(T)raum
- Renafan Netzwerk für ambulante Pflege
- medisani Pflegelogistik
- Pflege mit Herz
- Renafan Akademie gGmbH
- Renafan Assistenz und Service (RAS)
- Renafan China
- Renafan Bayern gGmbH
- Revitan Immobilien GmbH